# Estación Abuya
Estación Abuya är en ort i Mexiko.   Den ligger i kommunen Culiacán och delstaten Sinaloa, i den centrala delen av landet, 1 000 km nordväst om huvudstaden Mexico City. Estación Abuya ligger 18 meter över havet och antalet invånare är 277.
Terrängen runt Estación Abuya är platt. Runt Estación Abuya är det ganska tätbefolkat, med 100 invånare per kvadratkilometer. Närmaste större samhälle är El Rosario, 11,5 km nordväst om Estación Abuya. Trakten runt Estación Abuya består till största delen av jordbruksmark.